# Бухен (Єгипет)
Бухен — давньоєгипетські фортеця й поселення, розташовані у Північній Нубії (Ваваті) в районі 2-го Нільського порогу.

## Історія
Бухен було засновано за часів Середнього царства. Однак поселення на його місці могли існувати ще з часів фараона Снофру, який здійснював напади на Нубію. Графіті й написи, знайдені у Бухені, підтверджують таку здогадку. Імовірно, перше єгипетське поселення в районі Бухена могло існувати два століття, поки єгиптяни не залишили те місце наприкінці правління V династії.
Фортецю Бухен зведено за Сенусерта III для захисту від нубійських нападів і забезпечення подальшого просування Єгипту на південь. Фортеця свого часу була верхом інженерної думки. Вона сягала 150 м завдовжки, а її площа становила 13 000 м². Величезні стіни оточували не лише фортецю, але й містечко, що виникло поряд із нею.
У руїнах фортеці археологи виявили рештки коня періоду Середнього царства, що відкидає думку про те, ніби коней було завезено до Єгипту гіксосами.
Нубійці захопили Бухен після падіння Середнього царства й утримували його до самого походу Яхмоса I на Нубію. Цариця Хатшепсут збудувала у Бухені храм Гора, який після будівництва Асуанської греблі в 1964 переміщений до Хартума, щоб його не затопили води озера Насер.